# Bjurholm
För andra betydelser, se Bjurholm (olika betydelser).
Bjurholm är en tätort i Nolaskogsområdet i norra Ångermanland, i södra Västerbottens län, och centralort i Bjurholms kommun. Den är belägen cirka 60 kilometer väster om Umeå. Öreälven flyter väster om samhället. 

## Historia
Bjurholm var och är en kyrkby i Bjurholms socken och ingick efter kommunreformen 1862 i Bjurholms landskommun, där för orten Bjurholms municipalsamhälle var inrättat mellan 30 juni 1934 och 31 december 1962.

### Befolkningsutveckling
| Befolkningsutvecklingen i Bjurholm 1960–2023 | Befolkningsutvecklingen i Bjurholm 1960–2023 | Befolkningsutvecklingen i Bjurholm 1960–2023 | Befolkningsutvecklingen i Bjurholm 1960–2023 | Befolkningsutvecklingen i Bjurholm 1960–2023 |
| -------------------------------------------- | -------------------------------------------- | -------------------------------------------- | -------------------------------------------- | -------------------------------------------- |
|                                              |                                              |                                              |                                              |                                              |
| År                                           |                                              |                                              | Folkmängd                                    | Areal (ha)                                   |
| 1960                                         | 1960                                         |                                              | 865                                          |                                              |
| 1965                                         | 1965                                         |                                              | 977                                          |                                              |
| 1970                                         | 1970                                         |                                              | 1 009                                        |                                              |
| 1975                                         | 1975                                         |                                              | 1 017                                        |                                              |
| 1980                                         | 1980                                         |                                              | 1 100                                        |                                              |
| 1990                                         | 1990                                         |                                              | 1 066                                        | 172                                          |
| 1995                                         | 1995                                         |                                              | 1 076                                        | 173                                          |
| 2000                                         | 2000                                         |                                              | 1 051                                        | 173                                          |
| 2005                                         | 2005                                         |                                              | 987                                          | 173                                          |
| 2010                                         | 2010                                         |                                              | 968                                          | 172                                          |
| 2015                                         | 2015                                         |                                              | 1 000                                        | 164                                          |
| 2020                                         | 2020                                         |                                              | 1 013                                        | 163                                          |
| 2023                                         | 2023                                         |                                              | 984                                          | 164                                          |
|                                              |                                              |                                              |                                              |                                              |

## Näringsliv

### Affärer och restauranger
I Bjurholms centralort finns två mataffärer (Coop och ICA Nära), samt apotek, postombud, systembolag, restauranger (och pizzerior), järnhandel och second hand.

### Bankväsende
Norrlandsbanken etablerade sig i Bjurholm år 1916. Denna bank uppgick snart i Svenska Handelsbanken. Bjurholm hade även ett sparbankskontor.
Den 28 september 2017 stängde Swedbank sitt kontor i Bjurholm. Den 16 juni 2021 stängde även Handelsbanken. Därefter saknade orten bankkontor.

## Personer från Bjurholm
- Malte Knapp, cirkusartist, uppväxt i Bjurholm
- Warner Oland, skådespelare i Hollywood, uppväxt i Bjurholm
- Stefan Persson, ishockeyspelare född i Bjurholm